# 朱筠 (清朝)

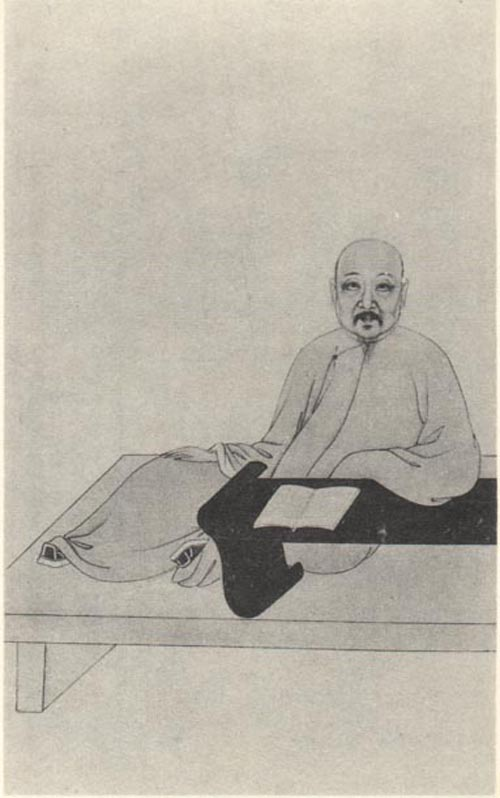
《清代學者象傳》之朱筠

朱筠（1729年—1781年），字美叔，號竹均、竹君，又號笥河，順天府大興縣（今北京市）人。清朝政治人物。

## 生平
朱筠曾祖朱必名迁北京大兴，祖父朱登俊官至中书舍人，以清节著称。朱筠與弟朱珪皆能文。乾隆十九年（1754年）进士，選庶吉士，授翰林院編修，進至日講起居注官，累官安徽學政。乾隆三十七年（1772年）十一月，朱筠建議輯佚《永乐大典》，收錄完整的古書分別抄繕，以備著錄，得到了乾隆帝的重視，乾隆三十八年開四库全书馆。改福建學政。官至翰林学士。好金石文學。乾隆三十九年（1774年）奉旨將《日下旧闻》一书纂成《日下旧闻考》一百二十卷。著有《笥河集》。

## 家庭
弟朱珪，乾隆十三年（1748年）进士，官至工部尚书、体仁阁大学士。

## 外部連結
- 朱筠 （页面存档备份，存于） 中研院史語所

| 官衔        | 官衔                                                     | 官衔        |
| ----------- | -------------------------------------------------------- | ----------- |
| 前任： 沈初 | 提督福建學政 乾隆四十四年八月初三甲寅（1779年9月12日）任 | 繼任： 朱珪 |